# Karl Gottlieb Behrnauer
Karl Gottlieb Behrnauer (* 15. September 1765 in Görlitz; † 11. Dezember 1831 in Berlin) war Jurist, Bürgermeister in Zittau, Finanzrat in Dresden und Geheimer Oberregierungsrat und Mitglied im preußischen Staatsrat in Berlin.

## Leben und Wirken

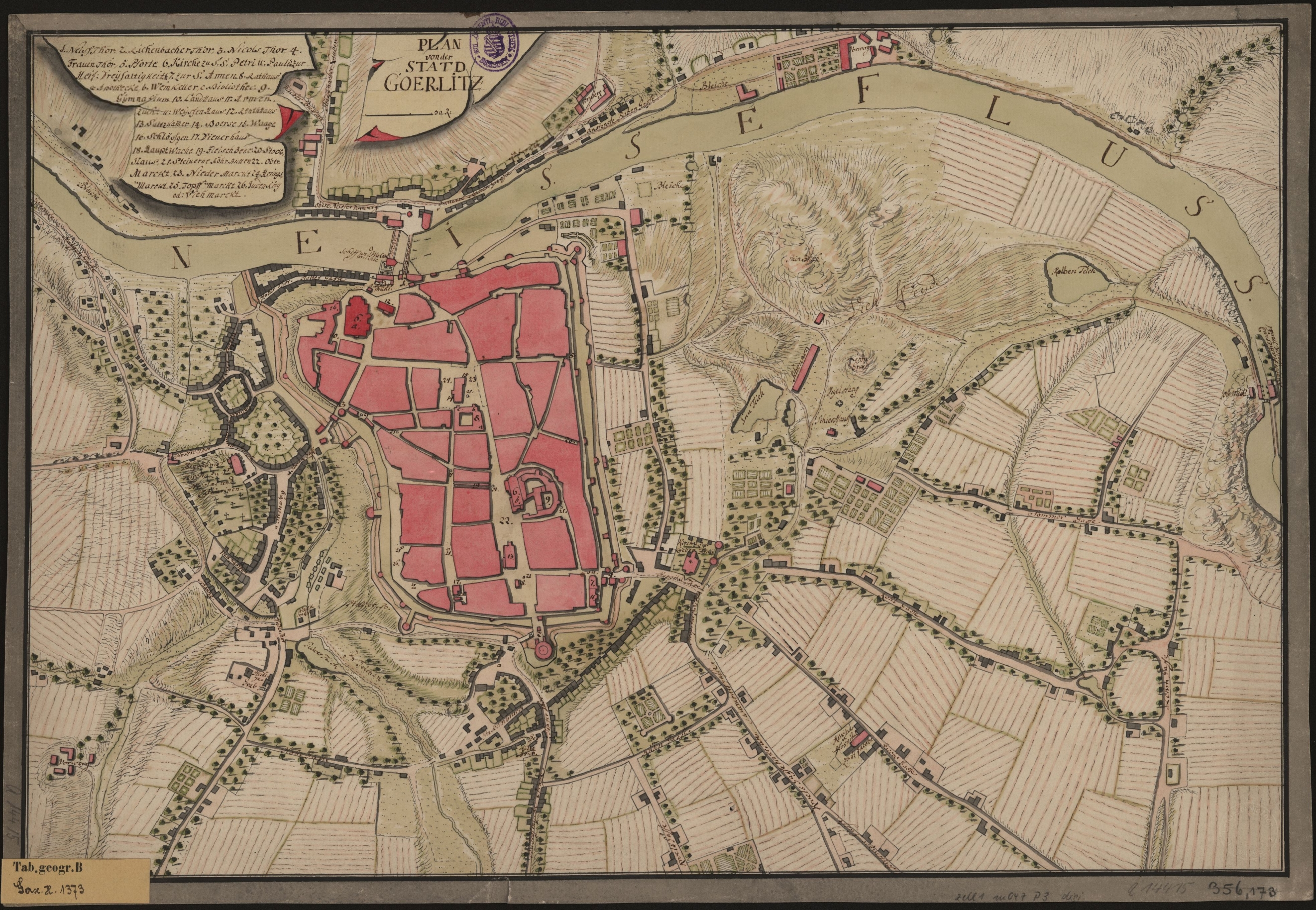
Plan der Stadt Görlitz (um 1750)

Die Familie Behrnauer war eine alteingesessene Bautzener Rats- und Bürgermeisterfamilie, die auf Caspar Peucer zurückgeht. Sie zählte seit dem 16. bis zum Ende des 19. Jahrhunderts zur bürgerlichen Oberschicht der Stadt.
Karl Gottlieb Behrnauer war der Sohn des Görlitzer Amtssekretärs Gottlieb Jeremias Behrnauer und seiner Frau Johanna Friderica Wilhelmina geb. Baumeister.

### Schulbesuch in Görlitz und Studienjahre in Leipzig
Behrnauer besuchte in Görlitz das Gymnasium Augustum, dessen Rektor zu damaliger Zeit sein Großvater Friedrich Christian Baumeister war. Als Gymnasiast erhielt er 1782 für seine ausgezeichneten Schulleistungen eine Prämie aus einem Stiftungsfonds. Das Lausitzische Magazin veröffentlichte darüber einen Bericht.
Von 1784 bis 1788 studierte Behrnauer an der Universität Leipzig Rechts- und Staatswissenschaften. Am 5. Oktober 1786 verteidigte er als Respondent unter dem Vorsitz von Christian August Günther seine Dissertation zum Thema De jure repraesentationis in linea collaterali.

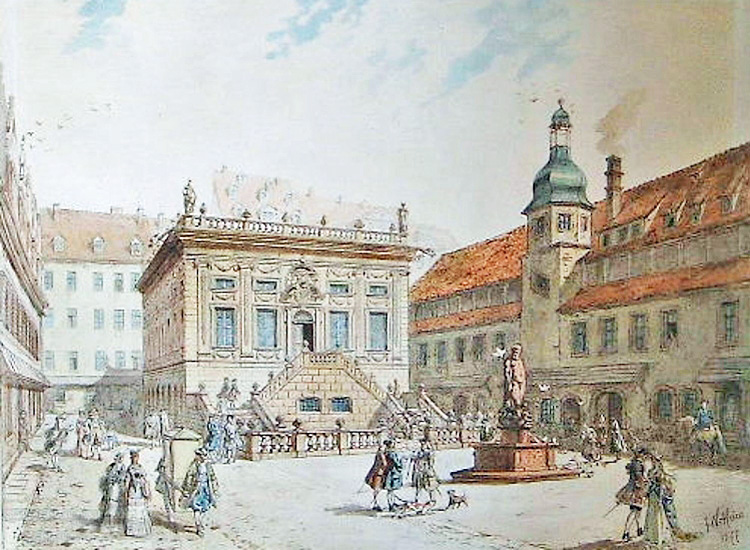
Leipzig Naschmarkt (1800)

Neben den juristischen und staatswissenschaftlichen Studien an der Universität beschäftigte er sich mit Naturwissenschaften, insbesondere mit höherer Mathematik, Astronomie, Physik und Chemie, sowie mit Fremdsprachen. 1789 wurde er Advokat. Nach der Rückkehr von der Universität nach Görlitz war es ihm mehrere Jahre möglich, sehr viel Zeit zur weiteren Ausbildung auf diesen Gebieten aufwenden zu können und sich dadurch umfangreiche Kenntnisse anzueignen.

### Jurist, Bürgermeister und Finanzrat in Sachsen
Als Amtsvizesekretär wurde er 1790 das 44. Mitglied der in Görlitz gegründeten Oberlausitzischen Gesellschaft der Wissenschaften. Außerdem war er Mitglied der 1764 in Görlitz gegründeten Freimaurerloge „Zur gekrönten Schlange“.
1792 wurde er als Amtsadvokat Beigeordneter seines in Görlitz tätigen Vaters.
1796 nahm Behrnauer den Ruf der oberlausitzischen Landstände für das Landessyndikat an und wurde am 25. November 1796 in Budissin zum Landsyndikus gewählt. Für dieses Amt gab es neun weitere Mitbewerber, gegen die er sich durchsetzen konnte.
Von 1800 bis 1806 arbeitete er an Zachs’s geographischen Ephemeriden mit. Schon während seines Aufenthalts in Leipzig stand er seit 1783 im Briefwechsel mit Karl Gottlob Anton. Diese Korrespondenz setzte sich bis mindestens 1799 fort. Mit Adolf Traugott von Gersdorff führte er in den Jahren 1800 bis 1804 einen umfangreichen Briefwechsel über Meridianbestimmungen und erforderliche astronomische Instrumente.

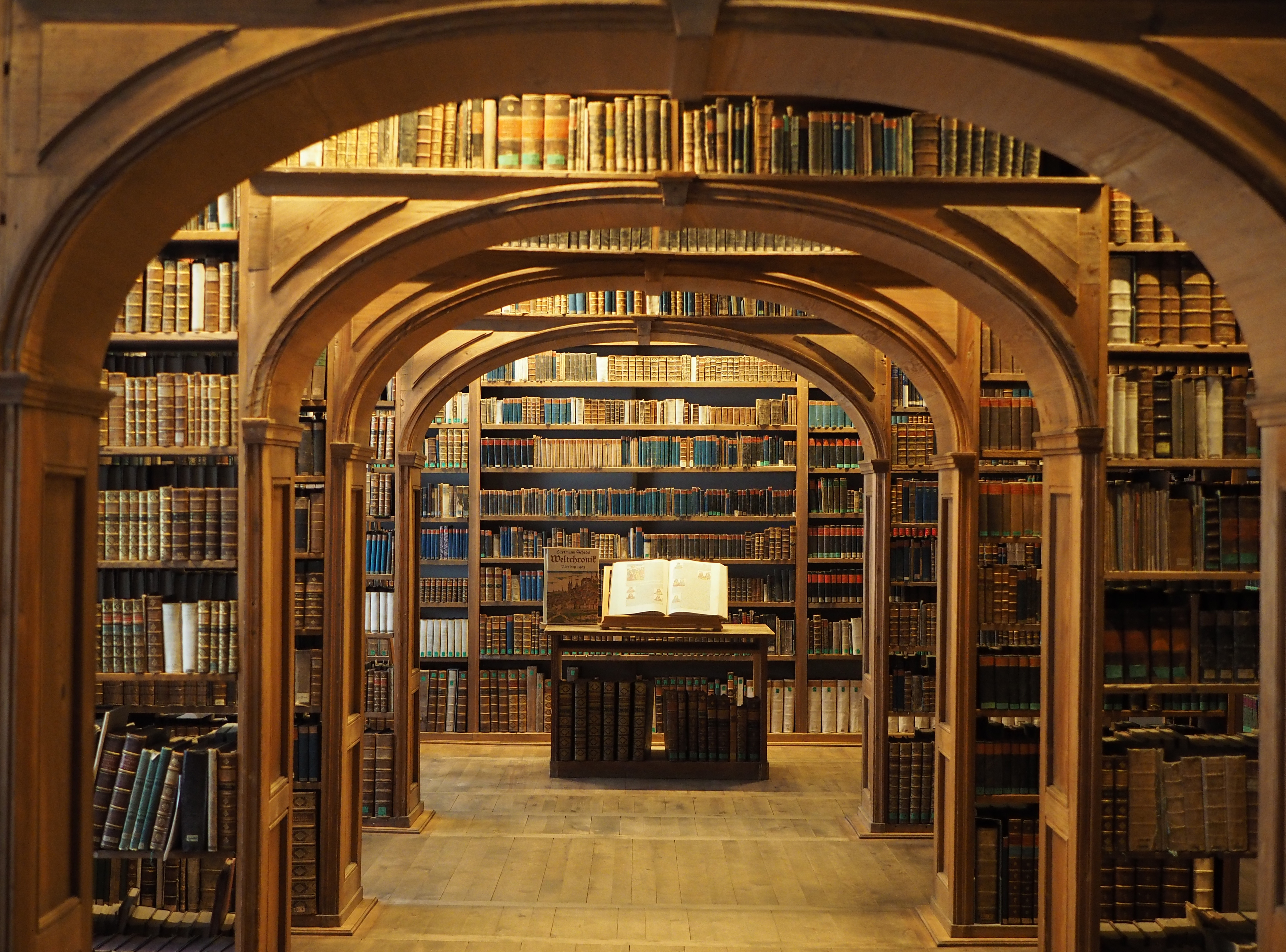
Bibliothekssaal der Oberlausitzischen Bibliothek der Wissenschaften

1804 wurde Behrnauer von einer Kommission, die zur Revision der Gemeindeverwaltung der Stadt Zittau bestellt worden war, beauftragt, das Amt des Bürgermeisters der Stadt zu übernehmen. Er war von 1805 bis 1810 Bürgermeister von Zittau. Als Bürgermeister setzte er sich maßgeblich für die Organisation der neuen Zittauischen Schulanstalten und des gesamten Schulwesens ein. Für seine eingehende Beschäftigung mit Astronomie richtete er sich während seiner Bürgermeisterzeit ein Observatorium in einem Gartenhaus ein. Von ihm stammen die astronomische Ortsbestimmungen in der Oberlausitz. Seine astronomischen Instrumente und seine umfangreiche astronomische Bibliothek übereignete Behrnauer testamentarisch der Oberlausitzischen Gesellschaft der Wissenschaften.
1810 wurde er vom König von Sachsen, Friedrich August I., zum Oberamtsvizekanzler in Budissin und im Jahr 1812 zum Mitglied des geheimen Finanzkollegiums zu Dresden ernannt.

### Mitglied des preußischen Staatsrats in Berlin
Mit den vom Wiener Kongress getroffenen Festlegungen wurde Sachsen 1815 geteilt und verlor mehr als die Hälfte seines Gebiets an Preußen.

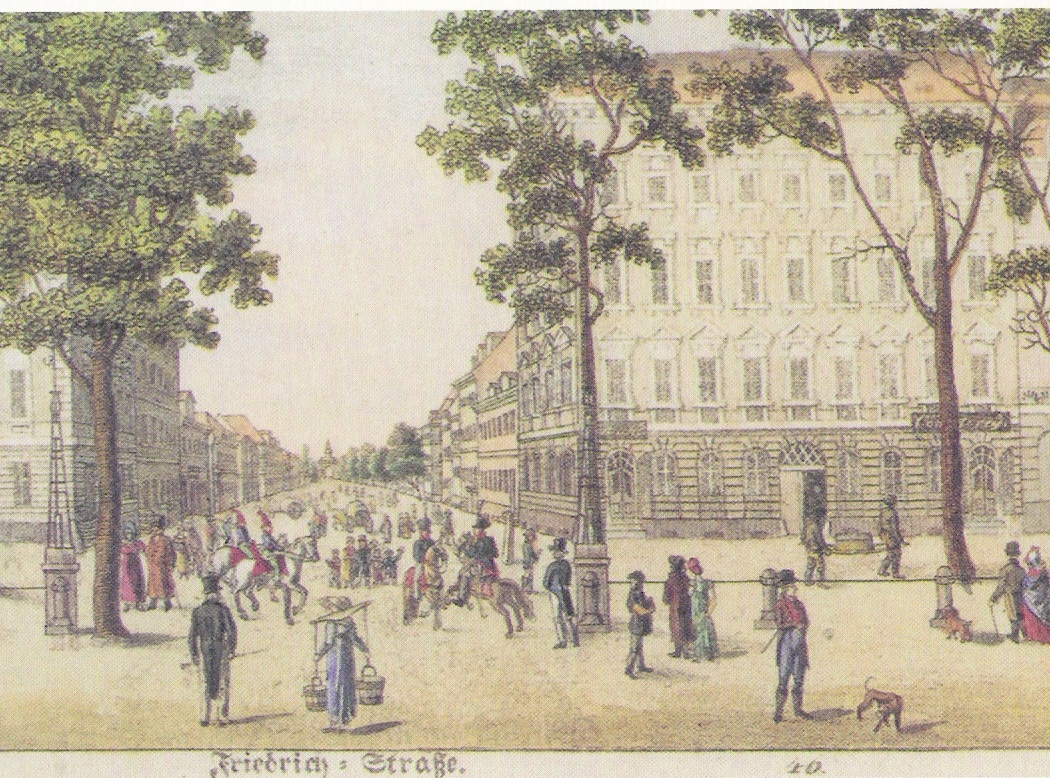
Berlin Unter den Linden (1820)

Behrnauer wechselte mit dem für das Herzogtum Sachsen errichteten preußischen Generalgouvernement nach Merseburg. Als sächsischer Beamter hatte er sich seit 1808 mit Preußens Verfassung, Gesetzgebung und Verwaltung vertraut gemacht. Zu dieser Zeit war eine Teilung Sachsens noch undenkbar. Nach seinem Übertritt in den preußischen Staatsdienst wurden er sehr schnell aufgrund seiner Leistungen in höhere Stellungen befördert.
Bereits 1816 wurde er zum vortragenden Rat im königlichen Ministerium des Innern befördert und im Jahr 1818 zum Mitglied des Staatsrates ernannt. Er wurde als Geheimer Oberregierungsrat und vortragender Rat im Ministerium des Innern unter Friedrich von Schuckmann in dessen Erster Abteilung, die von Christian Philipp Koehler geleitet wurde, geführt.

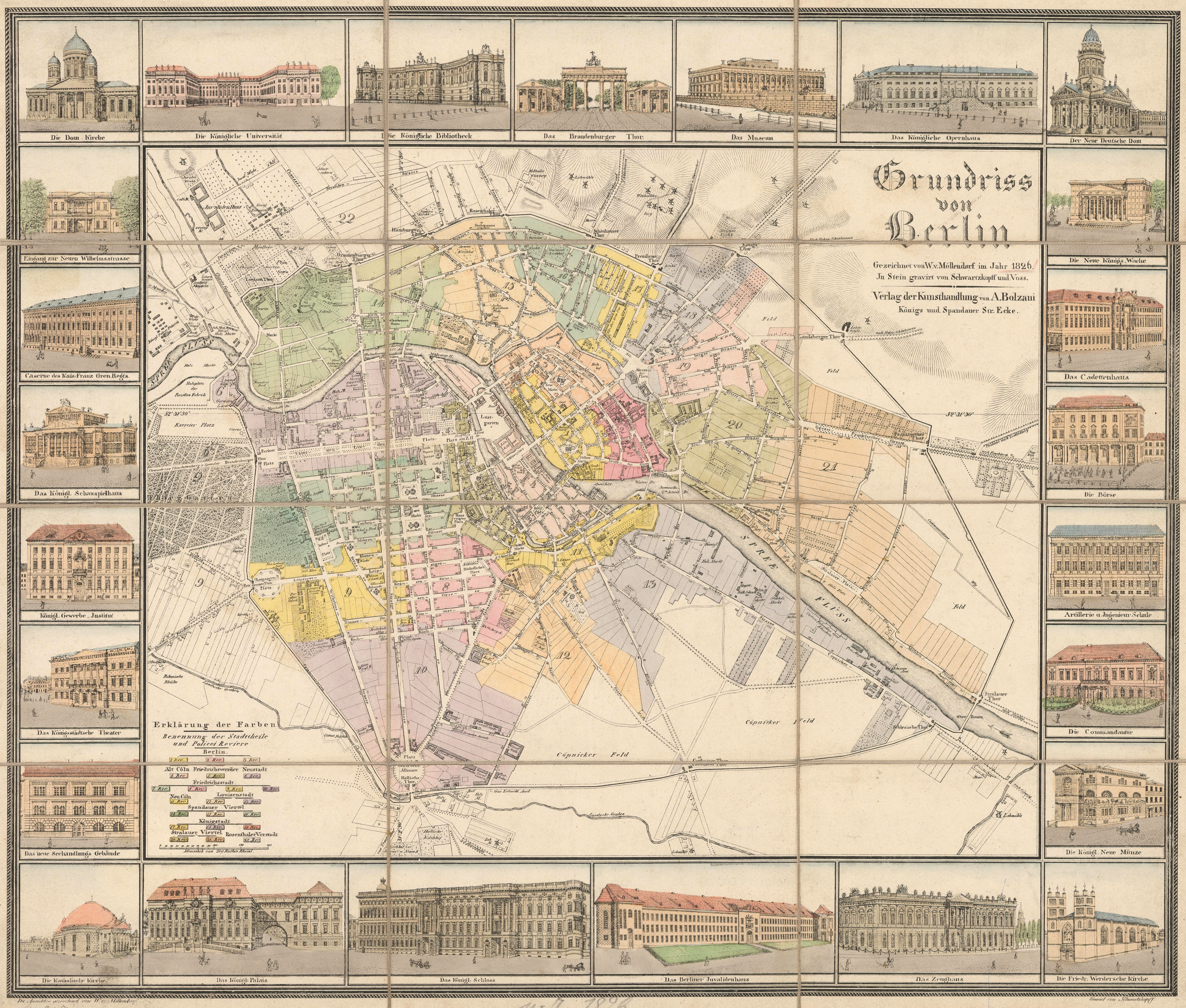
Grundriss von Berlin (1826). Das Ministerium des Innern ist in der Karte eingetragen. Es befand sich in der Behrenstraße 41.

Am 25. November 1819 wurde Behrnauer durch Kabinettsorder zum Mitglied des neuen Oberzensurkollegiums berufen, zu dem auch Christian Gottfried Körner, vortragender Rat im preußischen Kultusministerium, gehörte. Die Mitglieder des Oberzensurkollegiums hatten in ehrenamtlicher Tätigkeit und im Auftrag der vorgesetzten Ministerien Innen-, Außen- und Kultusministerium zu druckende Schriften einer genauen Prüfung zu unterziehen und eine persönliche Stellungnahme abzugeben. Als Gutachter hatte Behrnauer Kontakt zu Körner, der als vortragender Rat im preußischen Kultusministerium tätig war.
Neben seiner Tätigkeit beschäftigte sich Behrnauer weiterhin mit Meteorologie und Astronomie. So prüfte er die Funktionsfähigkeit von Greiners Daniell’schem Hygrometer und berichtete darüber 1821 in einem Brief an Ludwig Wilhelm Gilbert, der diesen in den Annalen der Physik und der physikalischen Chemie abdruckte, und schrieb für diese Fachzeitschrift auch einen Aufsatz zum Gebrauch des astronomischen Theodolits bei Höhenmessungen.
Behrnauer wurde 1822 Mitglied des Montagsklubs. Diesem Verein gehörte er bis Januar 1831 an.
1824 wurde er zum Ehren- und außerordentlichen Mitglied der Gesellschaft Naturforschender Freunde zu Berlin gewählt.
Behrnauer war Ritter des Roten Adlerordens. Dieser preußische Verdienstorden wurde ihm in der III. Klasse verliehen.
In seinen letzten Lebensjahren erkrankte Behrnauer schwer und wurde Mitte des Jahres 1831 auf eigenen Wunsch von seinen Aufgaben als Oberregierungsrat im Ministerium des Innern entbunden. Kurze Zeit später verstarb er am 11. Dezember 1831 in Berlin.
Behrnauer war verheiratet mit Amalie Ernestine Uhse († 23. August 1823). Seine Frau stammte aus der Familie des Görlitzer Kaufmanns Johann Gottfried Uhse.